# Niki, Hokkaido
Niki (japanska: 仁木町?, Niki-chō) är en landskommun (köping) i Hokkaido prefektur i Japan.    